# U 1199
U 1199 war ein deutsches Unterseeboot des Typs VII C, ein sogenanntes „Atlantikboot“. Es wurde durch die Kriegsmarine während des U-Boot-Krieges im Nordatlantik und im Ärmelkanal eingesetzt.

## Technische Daten
Die Schichau Werft in Danzig baute von 1941 bis 1944 insgesamt 64 U-Boote des Typs VII C. Dieses Modell erreichte bei Überwasserfahrt mit zwei Dieselmotoren eine Geschwindigkeit von 17 kn und bei Unterwasserfahrt mit zwei Elektromotoren 7,6 kn. Die Speicherkapazität der Batterien reichte bei Unterwasser-Höchstgeschwindigkeit nur für eine Stunde. Bei geringerer Geschwindigkeit konnte das Boot theoretisch bis zu drei Tage unter Wasser fahren. Ein Tauchgang von dieser Länge war natürlich der Besatzung nicht zuzumuten, denn die Luft in den Booten des Typs VII C war bereits nach 24 Stunden stark verbraucht. Das war auch das übliche Intervall zum Aufladen der Batterien während einer Oberflächenfahrt.

### Schnorchelboot
Wie viele Boote seiner Zeit wurde U 1199 nachträglich mit einem Schnorchel ausgerüstet: Einem  Be- und Entlüftungsschlauch, der an einem ausklappbaren Mast aufgehängt war und am oberen Ende über einen Schwimmer verfügte, der den Schnorchelausgang über Wasser hielt. Der Schnorchel gewährleistete gleichzeitig die Abfuhr der Dieselabgase sowie die Frischluftzufuhr zur Ermöglichung längerer Unterwasserfahrten. Der Schnorchel war trotzdem bei den Besatzungen unbeliebt. Schon bei mäßigem Wellengang konnte er unter die Wasseroberfläche geraten, wodurch es im Boot zur Veränderung des Luftdrucks und somit zu Trommelfell- und Augenschäden bei der Besatzung kam. Auch bestand bei zu tiefem Unterschneiden des Bootes die Gefahr, dass die Dieselmotoren abgewürgt wurden, oder dass die Abgase aus den Ansaugschächten der Motoren austraten, die im Inneren des Bootes lagen, wodurch die Kohlenmonoxidbelastung stetig zunahm. Veröffentlichungen des Oberkommandos der Kriegsmarine wiesen ab Herbst 1944 auf weitere Gefahren des Schnorchelns hin. Es konnte festgestellt werden, dass manche Beeinträchtigungen erst einige Stunden nach Abschluss eines Schnorchel-Tauchgangs auftraten. Besatzungsmitglieder hatten von Schwindelanfällen im Anschluss an die Wiederbelüftung des Bootes berichtet. In einigen Fällen sei es den Männern nur unter größter Kraftanstrengung gelungen, das Turmluk zu öffnen, und herausgetretene Brückenwachen seien während des Aufenthalts an der frischen Luft noch eine halbe Stunde nach Wachantritt kollabiert.

## Kommandant
Kommandant von 23. Dezember 1943 bis 21. Januar 1945 war Rolf Nollmann. Er wurde am 29. Dezember 1914 im lothringischen Wollmeringen geboren und trat 1936 in die Kriegsmarine ein. Er diente zunächst als Adjutant bei der 1. Schnellboot-Flottille und fuhr anschließend auf dem Schlachtschiff Gneisenau. Von 1941 bis 1943 diente er als Marinenachrichtenoffizier in Berlin und in Ostende. Im Anschluss an seine U-Bootausbildung absolvierte er den Kommandantenlehrgang bei der 24. U-Flottille in Memel. Im November 1943 wurde er zum Kapitänleutnant befördert. Am 23. Dezember 1943 übernahm er das Kommando auf U 1199, mit dem er bei dessen Untergang im Januar 1945 zwischen Wolf Rock und den Scilly-Inseln ums Leben kam.

## Einsatz und Geschichte
U 1199 fuhr zunächst als Ausbildungsboot bei der 8. U-Flottille und wurde im August 1944 der 1. U-Flottille als Frontboot unterstellt.

### Schnorchelrekord
Am 14. September 1944 lief U 1199 zu seiner ersten Feindfahrt in das Operationsgebiet an der schottischen Ostküste vor dem Moray Firth aus. Kommandant Nollmanns Einträgen zufolge sei das Boot auf dieser Fahrt durchgängig 50 Tage lang unter Wasser geblieben – die längste Zeit, die ein umgerüstetes VII C–Boot jemals abgetaucht gewesen ist. In Veröffentlichungen, die sich mit dem Thema U-Boot-Krieg beschäftigen, wird diese, durch die Propaganda weit verbreitete, Tauchfahrt angezweifelt. Obwohl Kommandant Nollmann in seinem KTB von der hohen Akzeptanz seiner Besatzung gegenüber dem Schnorchelsystem berichtete, wurde bald nach der Veröffentlichung dieser Feststellungen vom Oberkommando der Kriegsmarine auf generelle Gefahren des Schnorchelns hingewiesen. Kommandant Nollmann meldete, auf dieser Fahrt einen Dampfer mit 8000 BRT versenkt zu haben. Diese Versenkung blieb jedoch unbestätigt.

### Versenkung
Am 1. Januar 1945 lief U 1199 aus Bergen zu seiner zweiten und letzten Feindfahrt aus. Als Operationsgebiet war der Nordatlantik vorgesehen. Vor Land’s End stieß U 1199 auf den Konvoi  TBC 43. Kommandant Nollmann griff den Frachter George Hawley an und beschädigte ihn schwer. Der Frachter musste durch einen Schlepper nach Falmouth verbracht werden. Nun wurde  U 1199 seinerseits von zwei Kriegsschiffen angegriffen.

#### Ein weiterer Tauchrekord
Um das Boot vor den beiden angreifenden Korvetten, der Icarus und der Mignonette, zu schützen, ließ Kommandant Nollmann U 1199 in 80 m Tiefe auf Grund legen. Dort wurde das Boot durch Wasserbomben zerstört (Lage). Inmitten der auftreibenden Wrackteile kam als einziger Überlebender auch der Obersteuermann von U 1199 an die Wasseroberfläche. Friedrich Claussen war in 72 m Wassertiefe mit einem Tauchretter aus dem Turmluk entkommen. Ein Aufstieg aus solcher Tiefe, in der ein Wasserdruck von mehr als 100 Psi herrscht, ist während beider Weltkriege keinem anderen U-Bootfahrer gelungen. Der Obersteuermann Claussen wurde von der Icarus als Gefangener an Bord genommen. Die übrigen 48 U-Boot-Fahrer kamen ums Leben.